# Iota Leporis
Iota Leporis (ι Lep / 3 Leporis / HD 33802) es un sistema estelar en la constelación de Lepus, la liebre. Se encuentra situado a 241 años luz del sistema solar.
Visualmente, Iota Leporis aparece como una estrella doble cuya componente principal, Iota Leporis A, tiene magnitud aparente +4,46 y tipo espectral B8V. Estrella caliente de 12.900 K de temperatura, brilla con una luminosidad 160 veces superior a la del Sol. A partir de estos datos puede deducirse su radio —2,5 veces más grande que el radio solar— y su masa —de 3,5 masas solares—, indicando que se trata de una estrella muy joven de unos 250 millones de años de edad. Como corresponde a una estrella de sus características, rota con una velocidad igual o superior a 190 km/s, completando un giro en menos de 16 horas.
Iota Leporis B —visualmente a 17,6 segundos de arco de la estrella principal, lo que corresponde a una separación real de al menos 890 UA—, es una enana amarilla de tipo G5Ve con una temperatura superficial de 5240 K. De magnitud aparente +10,8, tiene un 40% de la luminosidad solar. Existe una tercera componente que completa el sistema, denominada Iota Leporis Aa, situada a sólo 0,4 segundos de arco de Iota Leporis A. Nada se sabe de esta estrella acompañante, salvo que puede orbitar a ~ 30 UA de la estrella principal.